# Village St. George
Village St. George est une census-designated place de la paroisse de Baton Rouge Est, en Louisiane, aux États-Unis. 